# Ahamkara
Ahamkara é um termo sânscrito que significa ego.
Refere-se ao eu e suas diversas manifestações, identificando-se com elas.  Na teoria dos Tattwas designa o eu nocional (massa unitária aperceptiva) ou o princípio egóico.  
Digamos que a mente é como um lago. Chitta é a camada superficial deste lago. Quando a água do lago se agita (quando Manas pede uma instrução) a superfície fica turvada (ações executadas por Manas tendo por base as impressões dos sentidos e referenciais armazenados em Chitta).
Uma boa maneira de testemunhar o funcionamento de Chitta é ver um filme repetidas vezes ou jogar um jogo de computador e em seguida fechar os olhos: uma imagem surge de repente em sua cabeça, a lembrança de algo sem conexão aparente com a realidade ao seu redor.
É o momento da evolução no qual a massa energética indiferenciada, o Mahat, começa a tomar consciência de si.

## Ahamkara – o Ego
Ahamkara é o senso do Eu, individualidade. 
Ahamkara nos identifica com nossas funcionalidades, mas no entanto também nos traz a sensação de separação, de sofrimento e alienação.
Ahamkara é a entidade que se apodera das experiências vividas. Ele é como uma onda de extrema força que declara “Eu Sou” (Swami Rama).
Uma boa maneira de perceber o funcionamento do Ego é estar ciente de cada pensamento, está acompanhado do sentimento de amor ou ódio. Estes sentimentos podem produzir aversão maior ou menor depende de cada um. Conheça a si mesmo.
Comece a praticar o controle do Ego pelos sentimentos de menor intensidade, aqueles que não são tão importantes, como comer uma comida que não goste em vez da que goste.
O ego deve ser conquistado. E através do amor e compreensão, e não da força e repressão.
O Ego na filosofia hindu é, por exemplo, o manequim e não as roupas colocadas nele. Já para o ocidental o ego são as roupas.
Sendo assim, podemos perceber que o Ego tratado na filosofia do yoga é algo muito importante, pois ele é uma espécie de interface entre a consciência e a mente. Sem ele a nossa consciência não conseguiria atuar nesse plano de existência.